# Keiko Onidani
Keiko Onidani (japanisch 鬼谷 慶子 Onidani Keiko; * 21. Dezember 1994 in Kōchi) ist eine japanische Para-Leichtathletin, die bei den Paralympischen Sommerspielen 2024 in Paris in der Kategorie F53 beim Diskuswurf eine Silbermedaille gewann.

## Leben und Karriere
Keiko Onidani begann 2006 als Schülerin mit Leichtathletik. Sie war Athletin des Hammerwurfs und nahm an nationalen Wettkämpfen teil. Nach der Schule studierte sie Zahnmedizin in Tokio, als sie mit 20 Jahren erkrankte. Sie hatte anfangs Probleme zu gehen, dann wurde sie in den Rollstuhl gezwungen. Weil sie an einer unheilbaren Erkrankung leidet, brach sie ihr Studium ab, kehrte in ihre Heimatstadt zurück und lernte stattdessen Buchhaltung. Ihr wurde geraten, weiterhin Sport zu treiben und sich zu bewegen. Sie entschied sich für Diskuswurf, eine Sportart, die sie aus ihrer Schulzeit kannte. 2021 nahm sie erstmals an einem Wettbewerb teil.
Ihren ersten internationalen Erfolg feierte sie 2022, als sie bei den asiatischen Para-Spielen, die im chinesischen Hangzhou ausgetragen wurden, eine Gesamtpunktzahl von 818,00 erzielen konnte und mit diesem Ergebnis den dritten Platz in der Kategorie F51/52/53 belegte.
Zwei Jahre später bei den Para-Weltmeisterschaften 2024 in Kōbe (Japan) warf sie die Diskusscheibe über 14,40 Meter in der Kategorie F53 und erlangte damit den zweiten Platz. Durch diese Silbermedaille qualifizierte sie sich für eine Teilnahme an den Paralympischen Sommerspielen in Paris. Ziel sei es bei den Paralympics für sie, wie sie selbst sagte, anderen mit einem ähnlichen Schicksal einen Anstoß zu geben.
Bei den Paralympics in Paris gewann sie mit ihrem Wurf über 15,78 Meter die Silbermedaille hinter der Brasilianerin Elisabet Rodriges Gomes, die 17,37 Meter weit warf und Gold erzielte. Mit diesem Wurf stellte Onidani einen neuen asiatischen Rekord auf.
Die Para-Leichtathletin ist mit Kenda Onidani verheiratet, der sie bei allen Wettbewerben begleitet und unterstützt. Ihr Trainer ist Noritaka Kawashima und sie gehört der Kanto Para Athletic Association (関東パラ陸上競技協会) an.